# Избори за заступнике у Хрватски сабор 2011.
Избори за заступнике у Хрватски сабор 2011. су одржани 4. децембра за именовање 151 заступника у VII сазиву Сабора.
Избори су видели одлучну победу Кукурику коалиције (коју сачињавају СДП, ХНС-ЛД, ИДС и ХСУ), док је поражена Хрватска демократска заједница, на власти од 2003.
Избори су одржани у 12 изборних јединица (10 јединица пружа 14 заступника), од којих једна за хрватске грађане који живе у иностранству (3 заступника), а једна изборна јединица за националне мањине (8 заступника). Листе кандидата морају да освоје више од 5% гласова у макар једној изборној јединици да би виле представљене у Сабору.
Избори су видели снажан губитак владајућих странака (ХДЗ и ХСС), које су оствариле најгори резултат од 1990. ХДЗ је изгубио укупно 21 заступника и освојио већину у само 2 изборне јединице и у јединици за дијаспору, док је ХСС изгубила 5 заступника.
Кукурику коалиција предвођена председником СДП-а Зораном Милановићем је добила апсолутну парламентарну већину (81 заступник) и победила у 8 изборних јединица.

## Резултати
| Странке и коалиције                                                        | Странке и коалиције                                                        | Странке и коалиције                                                     | Гласови            | %                  | Мандати            | +/–                |                    |
| -------------------------------------------------------------------------- | -------------------------------------------------------------------------- | ----------------------------------------------------------------------- | ------------------ | ------------------ | ------------------ | ------------------ | ------------------ |
| Резултати у 10 домаћих изборних јединица                                   |                                                                            |                                                                         |                    |                    |                    |                    |                    |
| Кукурику коалиција                                                         | Социјалдемократска партија Хрватске                                        | Социјалдемократска партија Хрватске                                     | 958.312            | 40,0%              | 61                 | +5                 |                    |
| Кукурику коалиција                                                         | Хрватска народна странка - либерални демократи                             | Хрватска народна странка - либерални демократи                          | 958.312            | 40,0%              | 13                 | +6                 |                    |
| Кукурику коалиција                                                         | Истарски демократски сабор                                                 | Истарски демократски сабор                                              | 958.312            | 40,0%              | 3                  | ±0                 |                    |
| Кукурику коалиција                                                         | Хрватска странка умировљеника                                              | Хрватска странка умировљеника                                           | 958.312            | 40,0%              | 3                  | +2                 |                    |
| Хрватска демократска заједница                                             | Хрватска демократска заједница                                             | Хрватска демократска заједница                                          | 563.215            | 23,5%              | 41                 | –20                |                    |
| Хрватска демократска заједница                                             | Хрватска грађанска странка                                                 | Хрватска грађанска странка                                              | 563.215            | 23,5%              | 2                  | +2                 |                    |
| Хрватска демократска заједница                                             | Демократски центар                                                         | Демократски центар                                                      | 563.215            | 23,5%              | 1                  | +1                 |                    |
| Хрватски лабуристи — Странка рада                                          | Хрватски лабуристи — Странка рада                                          | Хрватски лабуристи — Странка рада                                       | 121.785            | 5,1%               | 6                  | +6                 |                    |
| Хрватски демократски савез Славоније и Барање                              | Хрватски демократски савез Славоније и Барање                              | Хрватски демократски савез Славоније и Барање                           | 68.995             | 2,9%               | 6                  | +3                 |                    |
| Независна листа Иван Грубишић                                              | Независна листа Иван Грубишић                                              | Независна листа Иван Грубишић                                           | 66.266             | 2,8%               | 2                  | +2                 |                    |
| Хрватска сељачка странка                                                   | Хрватска сељачка странка                                                   | Хрватска сељачка странка                                                | 71.450             | 3,0%               | 1                  | –5                 |                    |
| Хрватска странка права др Анте Старчевић - Хрватска чиста странка права    | Хрватска странка права др Анте Старчевић - Хрватска чиста странка права    | Хрватска странка права др Анте Старчевић - Хрватска чиста странка права | 66.150             | 2,8%               | 1                  | +1                 |                    |
| Хрватска странка права                                                     | Хрватска странка права                                                     | Хрватска странка права                                                  | 72.360             | 3,0%               | 0                  | –1                 |                    |
| Хрватска социјално-либерална странка                                       | Хрватска социјално-либерална странка                                       | Хрватска социјално-либерална странка                                    | 71.077             | 3,0%               | 0                  | –2                 |                    |
| Остали                                                                     | Остали                                                                     | Остали                                                                  | 313.928            | 13,2%              | 0                  | ±0                 |                    |
| Домаћа излазност                                                           | Домаћа излазност                                                           | Домаћа излазност                                                        | 2.373.538 (61,77%) | 2.373.538 (61,77%) | 2.373.538 (61,77%) | 2.373.538 (61,77%) |                    |
| Резултати у XI изборној јединици за дијаспору                              |                                                                            |                                                                         |                    |                    |                    |                    |                    |
| Хрватска демократска заједница                                             | Хрватска демократска заједница                                             | Хрватска демократска заједница                                          | 15.016             | 71,98%             | 3                  | -2                 |                    |
| Хрватска странка права                                                     | Хрватска странка права                                                     | Хрватска странка права                                                  | 2.105              | 10,09%             | 0                  | ±0                 |                    |
| Остали                                                                     | Остали                                                                     | Остали                                                                  | 3.979              | 18,85%             | 0                  | ±0                 |                    |
| Излазност у XI изборној јединици                                           | Излазност у XI изборној јединици                                           | Излазност у XI изборној јединици                                        | 21.100 (5,12%)     | 21.100 (5,12%)     | 21.100 (5,12%)     | 21.100 (5,12%)     | 21.100 (5,12%)     |
| Укупно у 11 изборних јединица                                              |                                                                            |                                                                         |                    |                    |                    |                    |                    |
| Уписани бирачи                                                             | Уписани бирачи                                                             | Уписани бирачи                                                          | 4.254.121          | 4.254.121          | 4.254.121          | 4.254.121          | 4.254.121          |
| Важећи листичи                                                             | Важећи листичи                                                             | Важећи листичи                                                          | 2.394.638 (56,29%) | 2.394.638 (56,29%) | 2.394.638 (56,29%) | 2.394.638 (56,29%) | 2.394.638 (56,29%) |
| Неважећи листичи                                                           | Неважећи листичи                                                           | Неважећи листичи                                                        | 41.173 (1,72%)     | 41.173 (1,72%)     | 41.173 (1,72%)     | 41.173 (1,72%)     | 41.173 (1,72%)     |
| Резултати у XII изборној јединици за мањине                                |                                                                            |                                                                         |                    |                    |                    |                    |                    |
| Самостална демократска српска странка (Срби)                               | Самостална демократска српска странка (Срби)                               | '                                                                       | '                  | 3                  | 2,0%               | ±0                 |                    |
| Кукурику - Хрватска народна странка - либерални демократи (Чеси и Словаци) | Кукурику - Хрватска народна странка - либерални демократи (Чеси и Словаци) | '                                                                       | '                  | 1                  | 0,7%               | +1                 |                    |
| Остали кандидати мањина                                                    | Остали кандидати мањина                                                    | '                                                                       | '                  | 4                  | 2,6%               | –1                 |                    |
|                                                                            |                                                                            |                                                                         |                    |                    |                    |                    |                    |
| Укупно заступника                                                          | Укупно заступника                                                          | Укупно заступника                                                       | Укупно заступника  | 151                | 100,0%             | –2                 |                    |
| Извор: Државна изборна комисија (хрв. Državno izborno povjerenstvo)        |                                                                            |                                                                         |                    |                    |                    |                    |                    |